# Леонис минориди
Леонис минориди су слаб метеорски рој, мада низак ЗХР може бити и последица занемаривања роја због других, активнијих ројева који су активни у ово време (Ориониди, Тауриди). Упркос слабој активности, и фотографска и видео посматрања потврђују постојање овог радијанта..